# Cyborg 2
Cyborg 2, phát hành ở một vài nước với tên Glass Shadow, là một phim giả tưởng sản xuất năm 1993 của đạo diễn Michael Schroeder. Phim này là phần tiếp nối không liên quan đến Cyborg (1989). Phim này được chú ý như là phim đầu tiên có sự tham gia của Angelina Jolie trong một vai tương đối quan trọng (trước đó cô đã tham gia một phim khác - khi còn là một đứa trẻ). Phần tiếp nối của phim này là Cyborg 3: The Recycler (1995).

## Diễn viên
- Elias Koteas vai Colton "Colt" Ricks
- Angelina Jolie vai Casella "Cash" Reese
- Jack Palance vai Mercy
- Billy Drago vai Danny Bench
- Karen Sheperd vai Chen
- Allen Garfield vai Martin Dunn
- Renee Griffin vai Dreena
- Jean Claude Van Damme vai Gibson Rickenbacker (hồi tưởng)
- Vincent Klyn vai Fender Tremolo (hồi tưởng)